# Mapania insignis
Mapania insignis är en halvgräsart som beskrevs av Noel Yvri Sandwith. Mapania insignis ingår i släktet Mapania och familjen halvgräs. Inga underarter finns listade i Catalogue of Life.